# Réserve naturelle de la Marcigliana
La réserve naturelle de la Marcigliana (italien : Riserva naturale della Marcigliana) est une zone naturelle protégée située dans la ville métropolitaine de Rome, se trouvant dans les municipalités de Rome, Fonte Nuova, Mentana et Monterotondo, entre la Via Salaria et la Via Nomentana.

## Territoire
Étendu sur plus de 4 700 hectares, le paysage rural se compose de champs cultivés, de petites zones boisées et de rangées d'arbres le long des routes.
Le long du tronçon nord de la via di Tor San Giovanni se trouve le casale di Tor San Giovanni, un bâtiment médiéval avec une tour.
Dans tout le territoire il y a des restes épars de l'époque romaine, en partie non visitables, parce que la plus grande partie de la Réserve est constituée de propriétés privées. Un vaste secteur, correspondant à l'ancienne propriété de Capitignano (plus tard appelé Tor San Giovanni dans ce qui était devenu la propriété de l'Hôpital de Saint-Jean) est maintenant détenu par la Municipalité de Rome et le siège de la "Casa del Parco". Un terrain de moins de 60 hectares, le long de la via della Marcigliana, est détenu par l'État et correspond au cimetière principal latin de la ville de Crustumerium, existant entre le IXe et le Ve siècle av. J.-C. L'habitat antique de l'ancien village et les environs (environ 500 hectares) font l'objet d'une mesure de protection stricte du patrimoine archéologique.